# Thilhove
Thilhove ist ein Ortsteil der Gemeinde Ruppichteroth im Rhein-Sieg-Kreis in Nordrhein-Westfalen. Bis zum 1. August 1969 war Thilhove ein Ortsteil der damals eigenständigen Gemeinde Winterscheid.

## Geographie
Der Weiler liegt am Nordhang des Bröltals. Nachbarorte sind Hermerath im Norden, Broscheid im Westen, Reiferscheid im Südwesten und Büchel im Südosten. 

## Geschichte
1809 hatte der Ort acht katholische Einwohner.
1817 wohnten auf dem damaligen Hof 10 Menschen.